# I filibustieri delle Antille

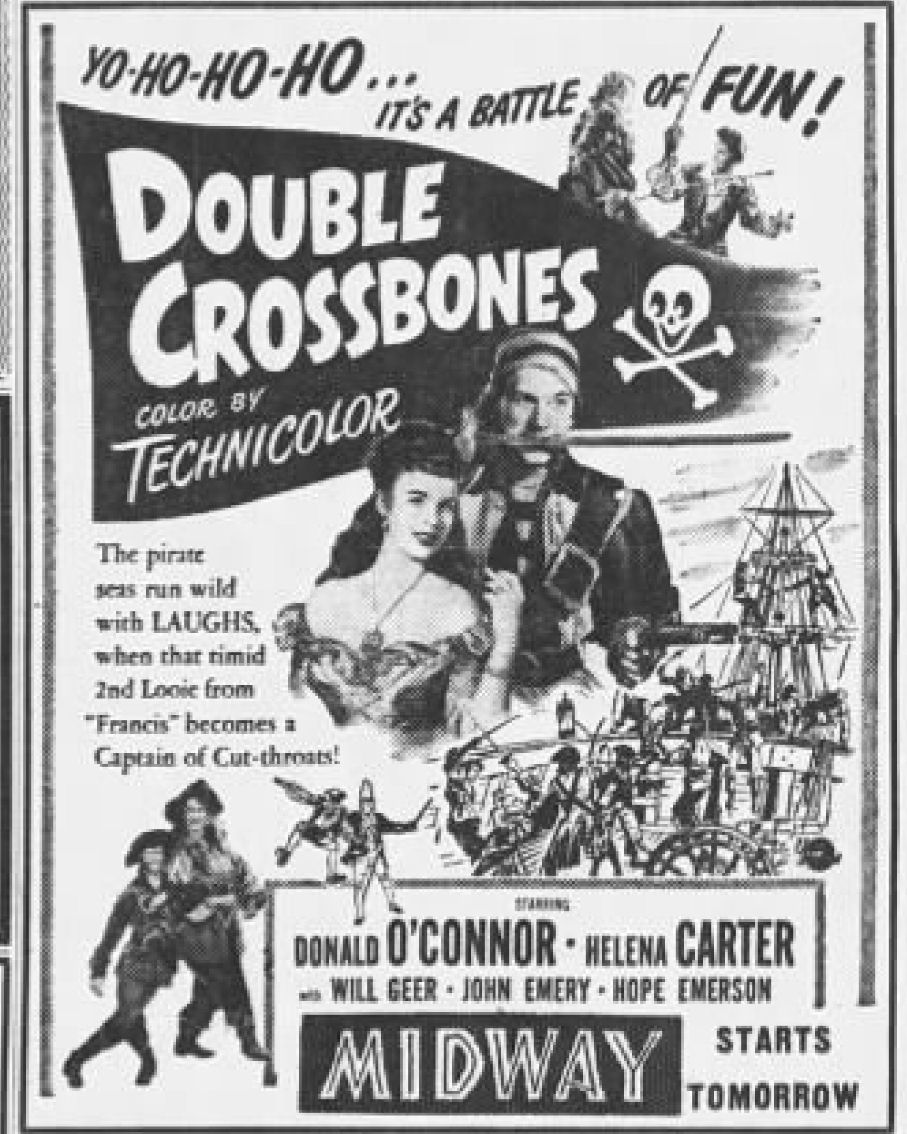
Manifesto pubblicitario del film

I filibustieri delle Antille (Double Crossbones) è un film statunitense del 1951 diretto da Charles Barton.